# Christchurch Castle
Christchurch Castle är ett slott i civil parish Christchurch, i Storbritannien. Det ligger i kommunen Bournemouth, Christchurch and Poole, i grevskapet Dorset och riksdelen England, i den södra delen av landet, 140 km sydväst om huvudstaden London. Christchurch Castle ligger 6 meter över havet.
Terrängen runt Christchurch Castle är platt. Havet är nära Christchurch Castle söderut.  Närmaste större samhälle är Bournemouth, 7,5 km väster om Christchurch Castle. 